# Етирмишли, Гурбан Джалал оглы
Гурбан Джалал оглы Етирмишли (азерб. Qurban Cəlal oğlu Yetirmişli; род. 4 сентября 1952) — азербайджанский учёный-сейсмолог. Генеральный директор Республиканского центра сейсмологической службы при Национальной академии наук Азербайджана. Член-корреспондент Национальной академии наук Азербайджана, заслуженный деятель науки Азербайджана (2015).

## Общие сведения
В 1974 году окончил Бакинский государственный университет, факультет геологии. С 2008 года генеральный директор Республиканского центра сейсмологической службы при Национальной академии наук Азербайджана.

## Научно-теоретическая деятельность
- С 1980 по 2008 — заместитель генерального директора НАНА РЦСС. С 2008 — генеральный директор Республиканского Центра Сейсмологической Службы. В 2014 году избран членом корреспондентом НАНА.
- Провел ряд научных исследований в геодинамике в сложных условиях в сейсмических активных зонах по оценке глубоких слоев нефти и перспектив Нижнекуринской депрессии, автор 122 научных статей. Ряд статей были опубликованы в авторитетных научных журналах мира.
- В 2000 защитил кандидатскую диссертацию на тему «Распределение нефтяных и газовых месторождений в сейсмо-геодинамических условиях Нижнекуринской Депрессии».
- В 2010 успешно защитил докторскую диссертацию на тему «Сейсмичность депрессии Южного Каспия», и получил учёную степень доктора геолого-минералогических наук
- Внёс вклад в расширение сети телеметрических сейсмических станций Республиканской сейсмологической службы в сотрудничестве с НАНА, увеличение спутниковых сейсмических станций с 14 до 35, а также обеспечил центр программами в соответствии с международными стандартами повышения качества работы
- Соавтор книги «Объем Геофизики», автор книги «Рассмотрение метода районирования напряженно-деформированного факторов на территории Азербайджана», Главный редактор научного журнала «Сейсморогностические наблюдения в Азербайджане»
- Под руководством Етирмишли Г. Д. двое сотрудников центра геологии и минералогии получили степень доктора философских наук. В настоящее время около 10 докторантов и диссертантов продолжают исследования в научных областях под его руководством.
- Является членом редколлегии журнала НАНА «Хеберлер» («Новости») (серия «Науки о Земле»)
- Председатель научно-технического совета Национальной академии наук РЦСС, является членом Европейской сейсмологической комиссии
- Награждён Почётным Орденом Президиумом Национальной академии наук по случаю 50-летия (2003)
- В 2005 году по распоряжению Президента Азербайджанской Республики награждён медалью «Терегги»
- В 2015 году по распоряжению Президента Азербайджанской Республики удостоен звания «Заслуженный деятель науки Азербайджана»
- В 2017 году решением Президиума Российской Академии естественных наук награждён почётным дипломом и медалью «За вклад в развитие РАЕН»[2]
- Президент Ассоциации сейсмологов

## Основные научные достижения
- На основе данных многоканальных телеметрических станций были изучены методы оценки поляризации поперечных волн, траектории точек поперечных волн, проведён анализ изменений направления на разных глубинах и проектирование повышения эффективности идентификации поперечных волн в сложных геологических условиях. (доктор геолого-минералогических наук Г. Д. Етирмишли, доктор философии по геологии и минералогии И. Е. Кязымов)
- На основе сети телеметрических станций были внесены коррективы во времена вступлений P и S волн при определении координат эпицентров землетрясений и разработана скоростная модель Среднекуринской впадины (доктор геолого-минералогических наук Г. Д. Етирмишли, доктор философии по геологии и минералогии С. Е. Кязымова)
- На основе электронной базы данных проведена комплексная интерпретация параметров геофизических полей, созданы графики результатов, визуализация в формате 3D, программный пакет, который позволяет определить области геофизических сейсмоаномальных эффектов. (доктор геолого- минералогических наук Г. Д. Етирмишли, доктор философии по геологии и минералогии Т. Б. Асадов)
- На основе анализа параметров геомагнитного поля определены сейсмогенные зоны землетрясений, происходящие на южном склоне Большого Кавказа и в Талыше. Это позволяет создать сценарий развития сейсмической активности в этих регионах. (доктор геолого-минералогических наук Г. Д. Етирмишли, доктор философии по физико-математическим наукой А. Г. Рзаев)
- На основе инструментальных методов сейсмотелеметрических станций был зарегистрирован трёхступенчатый процесс извержения грязевого вулкана в Локбатане. (доктор геолого-минералогических наук Г. Д. Етирмишли, доктор философии по геологии и минералогии С. Е. Кязымова)
- На основе информационных данных сейсмотелеметрических станций создана база данных механизмов очагов землетрясений (М ≥2,5) и обнаружены характерные сейсмотектонические деформации в различных сейсмических зонах республики. (доктор геолого-минералогических наук Г. Д. Етирмишли, доктор философии по геологии и минералогии С. Е. Кязымова).

## Названия научных работ
1. R.J.Mellors, J.Jackson, S.Myers, R.Gok, K.Priestley, G.Yetirmishli, N.Turkelli, T.Godoladze. Deep Earthquakes beneath the Nothern Caucasus: Evidence of Active or Recent Subduction in Western Asia. Bulletin of the Seismological Society of America, Vol.102, No.2, April 2012, pp. 862—866
2.Етирмишли Г. Д., Казымова С. Э. Скоростная модель земной коры Азербайджана по данным цифровых сейсмических станций. Геология и Геофизика Юга России, № 1/2012, ISSN 2221-3198, с. 59-73
3. Г. Д. Етирмишли. Развитие сейсмологических и сейсмопрогнозтических исследований в Азербайджане. Azərbaycan ərazisində seysmoproqnoz müşahidələrin kataloqu, 2012, c. 151—166
4. G.Yetirmishli. Seismological and seismo-predicting research in Azerbaijan. ESC 2012, Book of Abstracts European Seismological Commission 33rd General Assembly 19-24 August 2012 and Young Seismologist Training Course 25-30august 2012, Moscow-Obninsk, Russia, pp. 192—193
5. Г. Д. Етирмишли, Р. Р. Абдуллаева. Кавказ: Азербайджан. Землетрясения Северной Евразии в 2007 г., РАН Геофизическая Служба, Обнинск 2013, с. 79-86
6. Г. Д. Етирмишли, С. Э. Казымова, Э. С. Гаравелиев, С. С. Исмаилова. ЛЕРИКСКОЕ-II ЗЕМЛЕТРЯСЕНИЕ 11 июля 2007 г. с КР=12.3, МW=5.2, I0=6 (Азербайджан). Землетрясения Северной Евразии в 2007 г., РАН Геофизическая Служба, Обнинск 2013, с. 373—384
7. Г. Д. Етирмишли, Э. С. Гаравелиев, Ш. К. Исламова. АХСУИНСКОЕ ЗЕМЛЕТРЯСЕНИЕ 23 августа 2007 г. с КР=11.6, Мs=3.8, I0=5 (Азербайджан). Землетрясения Северной Евразии в 2007 г., РАН Геофизическая Служба, Обнинск 2013, с. 408-41
8. Г. Д. Етирмишли, Э. С. Гаравелиев, З. Г. Аллахвердиева. ТЕРТЕРСКОЕ ЗЕМЛЕТРЯСЕНИЕ 19 сентября 2007 г. с КР=11.7, I0=5 (Азербайджан). Землетрясения Северной Евразии в 2007 г., РАН Геофизическая Служба, Обнинск 2013, с. 415—421
9. Yetirmishli G.J., Mammadli T.Y., Kazimova. S.E. FEATURES OF SEISMICITY OF AZERBAIJAN PART OF THE GREATER CAUCASUS. Journal of Georgian Geophysical Society, Issue (A), Physics of Solid Earth, v. 16a, 2013, pp. 55-60
10. Ад. А.Алиев, И. С. Гулиев, Г. Д. Етирмишли, Н. П. Юсубов. Извержение грязевого вулкана Локбатан 20 сентября 2012 г.: Новые свидетельства восполняемости ресурсов углеводородов. Azərbaycan Milli Elmlər Akademiyası XƏBƏRLƏR Yer Elmləri, 2013 № 2, с.18-25
11. G.Skolbeltsyn, R.Mellors, R.Gök, N.Türkelli, G. Yetirmishli, E. Sandvol. Upper Mantle S wave Velocity Structure of the East Anatolian-Caucasus Region. ©2014 American Geophysical Union, doi: 10.1002/2013TC003334